# Čašić Dolac
Čašić Dolac (Servisch cyrillisch Чашић Долац) is een plaats in de Servische gemeente Novi Pazar. De plaats telt 76 inwoners (2002).